# جوزيبي غراسي
جوزيبي غراسي (بالإيطالية: Giuseppe Grassi)‏ هو سياسي إيطالي، ولد في 8 مايو 1883 في ليتشي في إيطاليا، وتوفي في 26 يناير 1950 في روما في إيطاليا. حزبياً، نشط في الحزب الإيطالي الليبرالي.

## مناصب
- انتخب member of the Chamber of Deputies of the Kingdom of Italy ‏.
- انتخب member of the Constituent Assembly of Italy  [لغات أخرى]‏.
- انتخب وزير العدل (24 مايو 1948 – 28 يناير 1950).
- انتخب وزير العدل (1 يونيو 1947 – 24 مايو 1948).
- انتخب عضو مجلس النواب في الجمهورية الإيطالية.